# Verse
Verse fue una empresa de servicios financieros con sede en Barcelona y San Francisco.

## Historia
Fue fundada en 2016 por tres jóvenes emprendedores: Borja Rossell, Álex Lopera y Darío Nieuwenhuis, pero fueron apartados de la gestión por el consejo de administración de los fondos propietarios. En octubre de 2016, la startup obtuvo 8,3 millones de euros a través de una ronda de financiación Serie A. Desde 2018 su presidente es Bernardo Hernandez, exejecutivo de Google y Yahoo e inversor en Tuenti o Glovo.
Obtuvo la licencia de entidad de dinero electrónico por parte del Banco de Lituania el 30 de mayo de 2019, lo que le permite operar en todo el espacio europeo.
En junio de 2020, fue adquirida por Square, Inc., fintech de Jack Dorsey por más de 30 millones de euros.

## Características
La empresa ha creado una aplicación para dispositivos móviles que permite hacer transferencias inmediatas a una pequeña comisión, desde cualquier punto geográfico, independientemente de la moneda y sin la necesidad de un cuenta bancaria.
Otro hecho que caracteriza esta aplicación es el factor social que encontramos: permite crear eventos donde se incluye el nombre, una imagen y el dinero que se quiere recaudar. De este modo, se pueden conseguir los fondos necesarios de una manera bastante simple. Esta aplicación está pensada principalmente para hacer transacciones entre grupos de amigos y personas conocidas. Una de las últimas características es la posibilidad de personalizar el nombre de usuario de todos aquellos que utilizan Verse denominado VerseTag. El nombre sigue siempre el patrón $ejemplo, de esta manera, el usuario se evita tener que dar su número de teléfono para realizar las transacciones.

## Cierre
El 13 de julio de 2023, Verse anunció su cierre programado para el 13 de septiembre del mismo año, poniendo fin a ocho años de operaciones al no encontrar una ruta sostenible para su crecimiento continuo.
Una de las posibles explicaciones a la poca sustentabilidad es su programa de referidos que fue arbitrariamente explotado hasta el final de sus días por varios usuarios que lograron extraer varios miles de euros.